# Роздільна-Сортувальна
Роздільна-Сортувальна — сортувальна залізнична станція Одеської залізниці. Розташована на ділянці Подільськ—Одеса, біля села Широке. Знаходиться між станціями Мигаєве (11 км) та Роздільна I (5 км). 
Станцію було відкрито 1958 року. Електрифіковано станцію у складі лінії Подільськ—Роздільна 1990 року.
У жовтні 2013 року одна з платформ на станції перейменована на честь видатного залізничника Михайла Артемовича Гур’єва.